# Homoeaster
Homoeaster is een geslacht van uitgestorven zee-egels uit de familie Aeropsidae.

## Soorten
- Homoeaster evaristei (Cotteau, 1886) †